# Joaquín de la Puente
Joaquín de la Puente (Madrid, 1925-2001) fue un historiador del arte, conservador, escritor, articulista y pintor español.

## Biografía
Entre 1945 y 1950 completó sus estudios en la Escuela de Bellas Artes de Madrid, pensionado por la Diputación de Santander. Poco tiempo después de licenciarse comienza a exponer su obra pictórica y a ejercer la crítica de arte. Pintor vocacional, poético y barroco, ejerció una intensa labor de conservación y docencia en el ámbito del Museo del Prado.
Fue secretario del Museo Nacional de Arte Moderno, subdirector y director del Museo Español de Arte Contemporáneo, director técnico del Museo Contemporáneo de Toledo y subdirector y conservador jefe del Departamento del Casón del Buen Retiro (siglo XIX y Guernica) del Museo del Prado. Fue, igualmente, miembro del Patronado de las Fundaciones Vega-Inclán, subcomisario y comisario nacional de exposiciones, vicepresidente de la junta de calificación de obras de arte, profesor de historia del arte y de dibujo en la escuela BB.AA de Madrid, secretario de la revista Arte Español y becario de la Fundación Juan March en Italia, entre otras muchas responsabilidades.
Fue una figura clave en la recuperación de lo que hoy conocemos como pintura histórica española, pues se encargó del montaje de la colección de pintura del siglo XIX en el Casón del Buen Retiro, cuando este edificio dejó de albergar el Museo de Reproducciones Artísticas. Como es sabido, una parte de esta colección puede ser apreciada hoy en día en la ampliación del Museo Nacional del Prado.
Del mismo modo, intervino activamente en el regreso del Guernica a España y se ocupó de su instalación y conservación en el Casón hasta que fue trasladado, junto con el resto de las obras del legado Picasso, al Museo Nacional Centro de Arte Reina Sofía.
Su obra pictórica, especialmente la dedicada al paisajismo, fue objeto de varias exposiciones. Una de ellas tuvo lugar en la galería Santiago Casar de Santander en 1993.
Del mismo modo, realizó una considerable labor literaria, siendo  merecedor del Accésit del Premio Nacional de Literaura en 1967. Amigo personal del poeta José poeta Hierro, éste le dedicaría unas letras recogidas en el homenaje que le rindió la Asociación madrileña de críticos de arte en abril de 1997:
"Y volvió a sus raíces, a su verdadera vocación, nublada, durante años, por la actividad de crítico, historiador, comisario de exposiciones de arte español que llevó hasta el lejano Japón. Y se reconcilió con la pintura abandonada tantos años. Y se sintió libre. Enlazó con aquel muchacho veinteañero que, en 1950, se asomó, junto a otros jóvenes, a la "Sala Proel". Y aquí tenemos a ese jovencísimo artista, dudando, -por timidez y autoexigencia primaveral, como antaño-, pero con más sabiduría, pintando para sí, a su aire, no para complacer los gustos del mercado, obstinándose en "retratar" a un paisaje serrano en cuerpo encendido y alma palpitante".

## Obra
La visión de la realidad española en los «Viajes de don Antonio Ponz», Madrid, Moneda y Crédito, 1968 (Accésit del Premio Nacional de Literatura, 1967)
El desnudo femenino en la pintura española, Madrid, Novarte, 1964.
Catálogo del Museo de Arte Contemporáneo de Toledo, Ministerio de Educación, cultura y deporte (1975)
Marceliano Santa María Pintor de Castilla, Cultural de la Caja de Ahorros del Círculo Católico de Obreros, D.L. 1976.
Casón del Buen Retiro. Guía sucinta de la sección de arte del siglo XIX del Museo del Prado, Madrid, 1976
La pintura: de Goya a las últimas tendencias, «Historia del arte», Barcelona, Carrogio, 1984, t. VI.
El Guernica, historia de un cuadro, Sílex Ediciones (1995)